# Веренка (Иркутская область)
Веренка — село в Заларинском районе Иркутской области России. Административный центр Веренского муниципального образования. Находится примерно в 24 км к северо-западу от районного центра.

## Население
По данным Всероссийской переписи, в 2010 году в селе проживало 769 человек (398 мужчин и 371 женщина).